# آزادراه ام۵

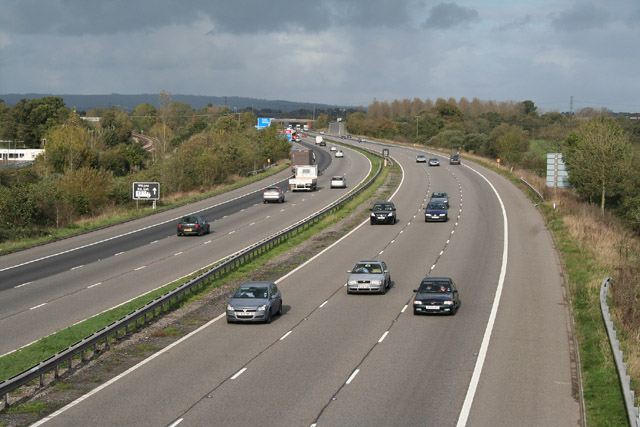
آزادراه‌ام۵ در نزدیکی تقاطع ۲۸، شهرستان دوون

آزادراه‌ام۵ یک آزادراه در کشور انگلستان است.
این آزادراه که از شهر وست برومویچ در مرکز کشور انگلستان شروع میشود ۲۶۲.۲ کیلومتر (۱۶۲.۹ مایل) مسافت دارد و از شهرهای مهمی مانند بیرمنگام، برومزگروف، ووستر، چلتنهام، گلاستر، بریستول، آوونموث، وستون-سوپر-مار، بریج‌واتر، تاونتون، اکستر عبور میکند و در جنوب غربی این کشور به پایان میرسد.